# Schottlands Fußballer des Jahres
Der Titel Fußballer des Jahres wird in Schottland von zwei verschiedenen Organisationen verliehen. Die schottischen Fußball-Journalisten vergeben seit 1965 jährlich die Auszeichnung „Scottish Football Writers’ Association Footballer of the Year“. Die Mitglieder der schottischen Profifußballer-Gewerkschaft PFA bestimmen seit 1978 den Titel „Scottish PFA Players’ Player of the Year“.
Beide Titel können an alle in der Scottish Premier League aktiven Spieler – nicht nur an Schotten – vergeben werden. Der Journalistenpreis wird allgemein als höherwertig angesehen, wobei jedoch vor allem unter den Fußballspielern selbst die Auszeichnung durch die Spielerkollegen ein höheres Gewicht besitzt.

## Wahlen
| Saison  | Journalisten-Wahl                        | Spieler-Wahl                                                     | Bester Jungspieler                    |
| ------- | ---------------------------------------- | ---------------------------------------------------------------- | ------------------------------------- |
| 2023/24 | Lawrence Shankland (Heart of Midlothian) |                                                                  | David Watson (FC Kilmarnock)          |
| 2022/23 | Kyōgo Furuhashi (Celtic Glasgow)         | Kyōgo Furuhashi (Celtic Glasgow)                                 | Malik Tillman (Glasgow Rangers)       |
| 2021/22 | Craig Gordon (Heart of Midlothian)       | Callum McGregor (Celtic Glasgow)                                 | Liel Abada (Celtic Glasgow)           |
| 2020/21 | Steven Davis (Glasgow Rangers)           | James Tavernier (Glasgow Rangers)                                | David Turnbull (Celtic Glasgow)       |
| 2019/20 | Odsonne Édouard (Celtic Glasgow)         |                                                                  |                                       |
| 2018/19 | James Forrest (Celtic Glasgow)           | James Forrest (Celtic Glasgow)                                   | Ryan Kent (Glasgow Rangers)           |
| 2017/18 | Scott Brown (Celtic Glasgow)             | Scott Brown (Celtic Glasgow)                                     | Kieran Tierney (Celtic Glasgow)       |
| 2016/17 | Scott Sinclair (Celtic Glasgow)          | Scott Sinclair (Celtic Glasgow)                                  | Kieran Tierney (Celtic Glasgow)       |
| 2015/16 | Leigh Griffiths (Celtic Glasgow)         | Leigh Griffiths (Celtic Glasgow)                                 | Kieran Tierney (Celtic Glasgow)       |
| 2014/15 | Craig Gordon (Celtic Glasgow)            | Stefan Johansen (Celtic Glasgow)                                 | Jason Denayer (Celtic Glasgow)        |
| 2013/14 | Kris Commons (Celtic Glasgow)            | Kris Commons (Celtic Glasgow)                                    | Andrew Robertson (Dundee United)      |
| 2012/13 | Leigh Griffiths (Hibernian Edinburgh)    | Michael Higdon (FC Motherwell)                                   | Leigh Griffiths (Hibernian Edinburgh) |
| 2011/12 | Charlie Mulgrew (Celtic Glasgow)         | Charlie Mulgrew (Celtic Glasgow)                                 | James Forrest (Celtic Glasgow)        |
| 2010/11 | Emilio Izaguirre (Celtic Glasgow)        | Emilio Izaguirre (Celtic Glasgow)                                | David Goodwillie (Dundee United)      |
| 2009/10 | David Weir (Glasgow Rangers)             | Steven Davis (Glasgow Rangers)                                   | Danny Wilson (Glasgow Rangers)        |
| 2008/09 | Gary Caldwell (Celtic Glasgow)           | Scott Brown (Celtic Glasgow)                                     | James McCarthy (Hamilton Academical)  |
| 2007/08 | Carlos Cuéllar (Glasgow Rangers)         | Aiden McGeady (Celtic Glasgow)                                   | Aiden McGeady (Celtic Glasgow)        |
| 2006/07 | Shunsuke Nakamura (Celtic Glasgow)       | Shunsuke Nakamura (Celtic Glasgow)                               | Steven Naismith (FC Kilmarnock)       |
| 2005/06 | Craig Gordon (Heart of Midlothian)       | Shaun Maloney (Celtic Glasgow)                                   | Shaun Maloney (Celtic Glasgow)        |
| 2004/05 | John Hartson (Celtic Glasgow)            | John Hartson (Celtic Glasgow) Fernando Ricksen (Glasgow Rangers) | Derek Riordan (Hibernian)             |
| 2003/04 | Jackie McNamara (Celtic Glasgow)         | Chris Sutton (Celtic Glasgow)                                    | Stephen Pearson (Celtic Glasgow)      |
| 2002/03 | Barry Ferguson (Glasgow Rangers)         | Barry Ferguson (Glasgow Rangers)                                 | James McFadden (FC Motherwell)        |
| 2001/02 | Paul Lambert (Celtic Glasgow)            | Lorenzo Amoruso (Glasgow Rangers)                                | Kevin McNaughton (FC Aberdeen)        |
| 2000/01 | Henrik Larsson (Celtic Glasgow)          | Henrik Larsson (Celtic Glasgow)                                  | Stiliyan Petrov (Celtic Glasgow)      |
| 1999/00 | Barry Ferguson (Glasgow Rangers)         | Mark Viduka (Celtic Glasgow)                                     | Kenny Miller (Hibernian Edinburgh)    |
| 1998/99 | Henrik Larsson (Celtic Glasgow)          | Henrik Larsson (Celtic Glasgow)                                  | Barry Ferguson (Glasgow Rangers)      |
| 1997/98 | Craig Burley (Celtic Glasgow)            | Jackie McNamara (Celtic Glasgow)                                 | Gary Naysmith (Heart of Midlothian)   |
| 1996/97 | Brian Laudrup (Glasgow Rangers)          | Paolo Di Canio (Celtic Glasgow)                                  | Robbie Winters (Dundee United)        |
| 1995/96 | Paul Gascoigne (Glasgow Rangers)         | Paul Gascoigne (Glasgow Rangers)                                 | Jackie McNamara (Celtic Glasgow)      |
| 1994/95 | Brian Laudrup (Glasgow Rangers)          | Brian Laudrup (Glasgow Rangers)                                  | Charlie Miller (Glasgow Rangers)      |
| 1993/94 | Mark Hateley (Glasgow Rangers)           | Mark Hateley (Glasgow Rangers)                                   | Phil O'Donnell (FC Motherwell)        |
| 1992/93 | Andy Goram (Glasgow Rangers)             | Andy Goram (Glasgow Rangers)                                     | Eoin Jess (FC Aberdeen)               |
| 1991/92 | Ally McCoist (Glasgow Rangers)           | Ally McCoist (Glasgow Rangers)                                   | Phil O'Donnell (FC Motherwell)        |
| 1990/91 | Maurice Malpas (Dundee United)           | Paul Elliott (Celtic Glasgow)                                    | Eoin Jess (FC Aberdeen)               |
| 1989/90 | Alex McLeish (FC Aberdeen)               | Jim Bett (FC Aberdeen)                                           | Scott Crabbe (Heart of Midlothian)    |
| 1988/89 | Richard Gough (Glasgow Rangers)          | Theo Snelders (FC Aberdeen)                                      | Billy McKinlay (Dundee United)        |
| 1987/88 | Paul McStay (Celtic Glasgow)             | Paul McStay (Celtic Glasgow)                                     | John Collins (Hibernian Edinburgh)    |
| 1986/87 | Brian McClair (Celtic Glasgow)           | Brian McClair (Celtic Glasgow)                                   | Robert Fleck (Glasgow Rangers)        |
| 1985/86 | William Jardine (Heart of Midlothian)    | Richard Gough (Dundee United)                                    | Craig Levein (Heart of Midlothian)    |
| 1984/85 | Hamish McAlpine (Dundee United)          | Jim Duffy (Greenock Morton)                                      | Craig Levein (Heart of Midlothian)    |
| 1983/84 | Willie Miller (FC Aberdeen)              | Willie Miller (FC Aberdeen)                                      | John Robertson (Heart of Midlothian)  |
| 1982/83 | Charlie Nicholas (Celtic Glasgow)        | Charlie Nicholas (Celtic Glasgow)                                | Paul McStay (Celtic Glasgow)          |
| 1981/82 | Paul Sturrock (Dundee United)            | Sandy Clark (Airdrieonians FC)                                   | Frank McAvennie (FC St. Mirren)       |
| 1980/81 | Alan Rough (Partick Thistle)             | Mark McGhee (FC Aberdeen)                                        | Charlie Nicholas (Celtic Glasgow)     |
| 1979/80 | Gordon Strachan (FC Aberdeen)            | David Provan (Celtic Glasgow)                                    | John MacDonald (Glasgow Rangers)      |
| 1978/79 | Andy Ritchie (Greenock Morton)           | Paul Hegarty (Dundee United)                                     | Ray Stewart (Dundee United)           |
| 1977/78 | Derek Johnstone (Glasgow Rangers)        | Derek Johnstone (Glasgow Rangers)                                | Graeme Payne (Dundee United)          |
| 1976/77 | Danny McGrain (Celtic Glasgow)           |                                                                  |                                       |
| 1975/76 | John Greig (Glasgow Rangers)             |                                                                  |                                       |
| 1974/75 | William Jardine (Glasgow Rangers)        |                                                                  |                                       |
| 1973/74 | Schottland (Nationalmannschaft)          |                                                                  |                                       |
| 1972/73 | George Connolly (Celtic Glasgow)         |                                                                  |                                       |
| 1971/72 | Dave Smith (Glasgow Rangers)             |                                                                  |                                       |
| 1970/71 | Martin Buchan (FC Aberdeen)              |                                                                  |                                       |
| 1969/70 | Pat Stanton (Hibernian Edinburgh)        |                                                                  |                                       |
| 1968/69 | Bobby Murdoch (Celtic Glasgow)           |                                                                  |                                       |
| 1967/68 | Gordon Wallace (Raith Rovers)            |                                                                  |                                       |
| 1966/67 | Ronnie Simpson (Celtic Glasgow)          |                                                                  |                                       |
| 1965/66 | John Greig (Glasgow Rangers)             |                                                                  |                                       |
| 1964/65 | Billy McNeill (Celtic Glasgow)           |                                                                  |                                       |

## Statistiken

### Erfolge nach Spieler
| Spieler           | Anzahl Bester Spieler Spielerwahl | Anzahl Bester Spieler Journalistenwahl | Anzahl Bester Jungspieler |
| ----------------- | --------------------------------- | -------------------------------------- | ------------------------- |
| Scott Brown       | 2                                 | 1                                      | 0                         |
| Henrik Larsson    | 2                                 | 2                                      | 0                         |
| Jim Bett          | 1                                 | 0                                      | 0                         |
| James Tavernier   | 1                                 | 0                                      | 0                         |
| Brian McClair     | 1                                 | 1                                      | 0                         |
| Steven Davis      | 1                                 | 1                                      | 0                         |
| Lorenzo Amoruso   | 1                                 | 0                                      | 0                         |
| Scott Sinclair    | 1                                 | 1                                      | 0                         |
| Mark McGhee       | 1                                 | 0                                      | 0                         |
| Leigh Griffiths   | 1                                 | 2                                      | 1                         |
| Charlie Nicholas  | 1                                 | 1                                      | 1                         |
| Kris Commons      | 1                                 | 1                                      | 0                         |
| Michael Higdon    | 1                                 | 0                                      | 0                         |
| Charlie Mulgrew   | 1                                 | 1                                      | 0                         |
| Paolo Di Canio    | 1                                 | 0                                      | 0                         |
| Emilio Izaguirre  | 1                                 | 1                                      | 0                         |
| Jim Duffy         | 1                                 | 0                                      | 0                         |
| Shunsuke Nakamura | 1                                 | 1                                      | 0                         |
| Paul Hegarty      | 1                                 | 0                                      | 0                         |
| John Hartson      | 1                                 | 1                                      | 0                         |
| Willie Miller     | 1                                 | 1                                      | 0                         |
| Jackie McNamara   | 1                                 | 1                                      | 1                         |
| Callum McGregor   | 1                                 | 0                                      | 0                         |
| Barry Ferguson    | 1                                 | 2                                      | 1                         |
| Stefan Johansen   | 1                                 | 0                                      | 0                         |
| Aiden McGeady     | 1                                 | 0                                      | 1                         |
| James Forrest     | 1                                 | 1                                      | 1                         |
| Shaun Maloney     | 1                                 | 0                                      | 1                         |
| Chris Sutton      | 1                                 | 0                                      | 0                         |
| Brian Laudrup     | 1                                 | 2                                      | 0                         |
| Mark Viduka       | 1                                 | 0                                      | 0                         |
| Paul Gascoigne    | 1                                 | 1                                      | 0                         |
| Paul Elliott      | 1                                 | 0                                      | 0                         |
| Mark Hateley      | 1                                 | 1                                      | 0                         |
| Theo Snelders     | 1                                 | 0                                      | 0                         |
| Andy Goram        | 1                                 | 1                                      | 0                         |
| Sandy Clark       | 1                                 | 0                                      | 0                         |
| Ally McCoist      | 1                                 | 1                                      | 0                         |
| David Provan      | 1                                 | 0                                      | 0                         |
| Richard Gough     | 1                                 | 1                                      | 0                         |
| Paul McStay       | 1                                 | 1                                      | 1                         |
| Derek Johnstone   | 1                                 | 1                                      | 0                         |
| Fernando Ricksen  | 1                                 | 0                                      | 0                         |
| Craig Gordon      | 0                                 | 3                                      | 0                         |
| William Jardine   | 0                                 | 2                                      | 0                         |
| John Greig        | 0                                 | 2                                      | 0                         |
| Alex McLeish      | 0                                 | 1                                      | 0                         |
| Paul Sturrock     | 0                                 | 1                                      | 0                         |
| David Weir        | 0                                 | 1                                      | 0                         |
| Gary Caldwell     | 0                                 | 1                                      | 0                         |
| Carlos Cuéllar    | 0                                 | 1                                      | 0                         |
| Gordon Strachan   | 0                                 | 1                                      | 0                         |
| Maurice Malpas    | 0                                 | 1                                      | 0                         |
| Odsonne Édouard   | 0                                 | 1                                      | 0                         |
| Paul Lambert      | 0                                 | 1                                      | 0                         |
| Hamish McAlpine   | 0                                 | 1                                      | 0                         |
| Craig Burley      | 0                                 | 1                                      | 0                         |
| Alan Rough        | 0                                 | 1                                      | 0                         |
| George Connolly   | 0                                 | 1                                      | 0                         |
| Andy Ritchie      | 0                                 | 1                                      | 0                         |
| Dave Smith        | 0                                 | 1                                      | 0                         |
| Danny McGrain     | 0                                 | 1                                      | 0                         |
| Pat Stanton       | 0                                 | 1                                      | 0                         |
| Gordon Wallace    | 0                                 | 1                                      | 0                         |
| Martin Buchan     | 0                                 | 1                                      | 0                         |
| Schottland        | 0                                 | 1                                      | 0                         |
| Bobby Murdoch     | 0                                 | 1                                      | 0                         |
| Ronnie Simpson    | 0                                 | 1                                      | 0                         |
| Billy McNeill     | 0                                 | 1                                      | 0                         |
| Kieran Tierney    | 0                                 | 0                                      | 3                         |
| Phil O'Donnell    | 0                                 | 0                                      | 2                         |
| Craig Levein      | 0                                 | 0                                      | 2                         |
| Eoin Jess         | 0                                 | 0                                      | 2                         |
| Steven Naismith   | 0                                 | 0                                      | 1                         |
| Robbie Winters    | 0                                 | 0                                      | 1                         |
| Kevin McNaughton  | 0                                 | 0                                      | 1                         |
| Stephen Pearson   | 0                                 | 0                                      | 1                         |
| Ray Stewart       | 0                                 | 0                                      | 1                         |
| Kenny Miller      | 0                                 | 0                                      | 1                         |
| Frank McAvennie   | 0                                 | 0                                      | 1                         |
| Liel Abada        | 0                                 | 0                                      | 1                         |
| Derek Riordan     | 0                                 | 0                                      | 1                         |
| David Turnbull    | 0                                 | 0                                      | 1                         |
| James McFadden    | 0                                 | 0                                      | 1                         |
| Ryan Kent         | 0                                 | 0                                      | 1                         |
| Stiliyan Petrov   | 0                                 | 0                                      | 1                         |
| Garry Naysmith    | 0                                 | 0                                      | 1                         |
| Charlie Miller    | 0                                 | 0                                      | 1                         |
| Scott Crabbe      | 0                                 | 0                                      | 1                         |
| John Collins      | 0                                 | 0                                      | 1                         |
| Jason Denayer     | 0                                 | 0                                      | 1                         |
| Billy McKinlay    | 0                                 | 0                                      | 1                         |
| Andrew Robertson  | 0                                 | 0                                      | 1                         |
| Robert Fleck      | 0                                 | 0                                      | 1                         |
| David Goodwillie  | 0                                 | 0                                      | 1                         |
| John Robertson    | 0                                 | 0                                      | 1                         |
| Danny Wilson      | 0                                 | 0                                      | 1                         |
| John MacDonald    | 0                                 | 0                                      | 1                         |
| James McCarthy    | 0                                 | 0                                      | 1                         |
| Graeme Payne      | 0                                 | 0                                      | 1                         |

### Erfolge nach Vereinen
| Verein              | Anzahl Bester Spieler Spielerwahl | Anzahl Bester Spieler Journalistenwahl | Anzahl Bester Jungspieler |
| ------------------- | --------------------------------- | -------------------------------------- | ------------------------- |
| Celtic Glasgow      | 25                                | 25                                     | 14                        |
| Glasgow Rangers     | 11                                | 17                                     | 6                         |
| FC Aberdeen         | 4                                 | 4                                      | 3                         |
| Dundee United       | 2                                 | 3                                      | 6                         |
| Heart of Midlothian | 1                                 | 3                                      | 5                         |
| Hibernian Edinburgh | 0                                 | 2                                      | 4                         |
| Greenock Morton     | 1                                 | 1                                      | 0                         |
| FC Motherwell       | 1                                 | 0                                      | 3                         |
| Airdrieonians FC    | 1                                 | 0                                      | 0                         |
| Partick Thistle     | 0                                 | 1                                      | 0                         |
| Raith Rovers        | 0                                 | 1                                      | 0                         |
| Schottland          | 0                                 | 1                                      | 0                         |
| FC Kilmarnock       | 0                                 | 0                                      | 2                         |
| Hamilton Academical | 0                                 | 0                                      | 1                         |
| FC St. Mirren       | 0                                 | 0                                      | 1                         |

### Erfolge nach Nationen
| Nation      | Anzahl Bester Spieler Spielerwahl | Anzahl Bester Spieler Journalistenwahl | Anzahl Bester Jungspieler |
| ----------- | --------------------------------- | -------------------------------------- | ------------------------- |
| Schottland  | 25                                | 45                                     | 39                        |
| England     | 7                                 | 3                                      | 1                         |
| Italien     | 2                                 | 0                                      | 0                         |
| Niederlande | 2                                 | 0                                      | 0                         |
| Schweden    | 2                                 | 2                                      | 0                         |
| Australien  | 1                                 | 0                                      | 0                         |
| Dänemark    | 1                                 | 2                                      | 0                         |
| Honduras    | 1                                 | 1                                      | 0                         |
| Japan       | 1                                 | 1                                      | 0                         |
| Nordirland  | 1                                 | 1                                      | 0                         |
| Norwegen    | 1                                 | 0                                      | 0                         |
| Irland      | 1                                 | 0                                      | 2                         |
| Wales       | 1                                 | 1                                      | 0                         |
| Frankreich  | 0                                 | 1                                      | 0                         |
| Spanien     | 0                                 | 1                                      | 0                         |
| Belgien     | 0                                 | 0                                      | 1                         |
| Bulgarien   | 0                                 | 0                                      | 1                         |
| Israel      | 0                                 | 0                                      | 1                         |